# Loftus (Australie)
Pour les articles homonymes, voir Loftus.
32° 02′ 47″ S, 151° 02′ 49″ E
| \| Localisation sur la carte d'Australie · Loftus \| Localisation sur la carte d'Australie Loftus. |
| Localisation sur la carte d'Australie · Loftus                                                     |

| \| Localisation sur la carte de Nouvelle-Galles du Sud · Loftus \| Localisation sur la carte de Nouvelle-Galles du Sud Loftus. |
| Localisation sur la carte de Nouvelle-Galles du Sud · Loftus                                                                   |

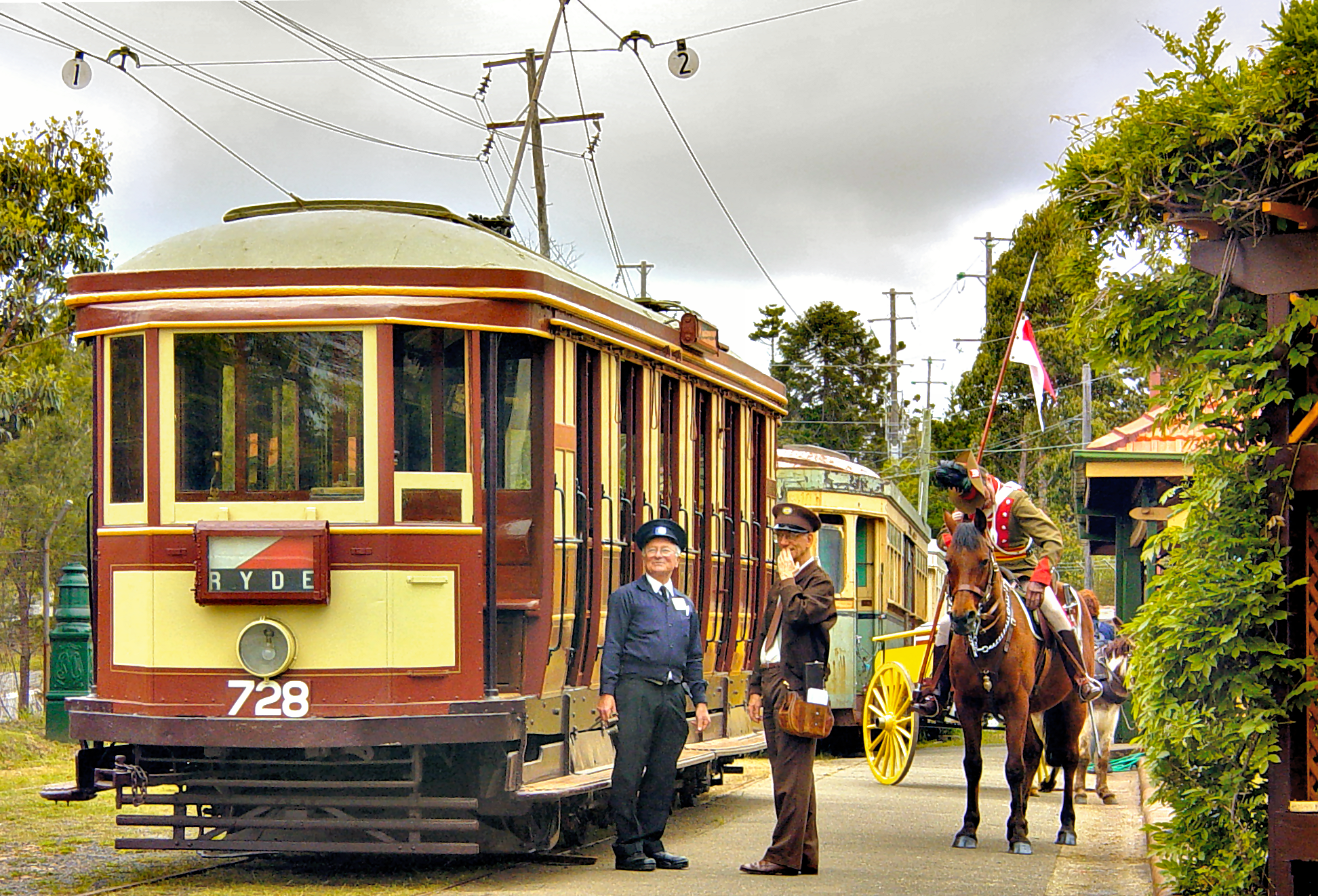
Musée des tramways de Sydney.

Loftus est un quartier de Sydney, dans l'État de Nouvelle Galles du sud, en Australie.

## Géographie
Loftus est situé à 29 kilomètres au sud du quartier central des affaires de Sydney, dans la zone d'administration locale du comté de Sutherland, à côté du Parc national royal qui borde Sydney au sud-est. Le quartier est limité, à l'ouest, par les rivières Loftus Creek et Fahy Creek, au nord, par le Parc Prince-Édouard et le cimetière de Woronora. Loftus est sur la côte sud.

## Population
Loftus compte 5 400 habitants.

## Administration
Le code postal de Loftus est le 2232. La ville fait partie du district électoral de Heathcote (en) et de la circonscription fédérale de Hughes.

## Histoire
Loftus porte le nom de lord Augustus Frederick William Loftus Spencer, gouverneur de la Nouvelle-Galles du Sud entre 1878 et 1885. La ligne ferroviaire d'Illawarra à Sutherland est achevée en 1885. La gare suivante, en direction du sud, est celle de Loftus Junction, qui est ouverte le 9 mars 1886. Son nom est changé en celui de Loftus dix ans plus tard et, en 1979, la gare est déplacée à son emplacement actuel.
Le Musée du tramway, à Loftus, est créé en 1950, dans un grand hangar pour trams, à côté de la voie ferrée qui traversait le Parc national royal parallèlement à la Princes Highway. Durant les dernières années de la Seconde Guerre mondiale, c'était un camp de l'armée, qui utilisait le Parc national comme terrain d'entraînement. L'école publique ouvre en janvier 1953 et le bureau de poste officiel en juillet de la même année. Ce dernier ferme en 1980. 

## Transports
La Princes Highway longe la limite orientale de Loftus. La gare est sur la ligne ferroviaire urbaine d'Illawarra. 
Loftus est également le siège du Musée des tramways de Sydney. Une ligne de tram relie le musée au Parc national royal. Cette ligne de tramway était, à l'origine, un embranchement ferroviaire pour la gare d'Audley, dans le Parc national royal.

## Enseignement

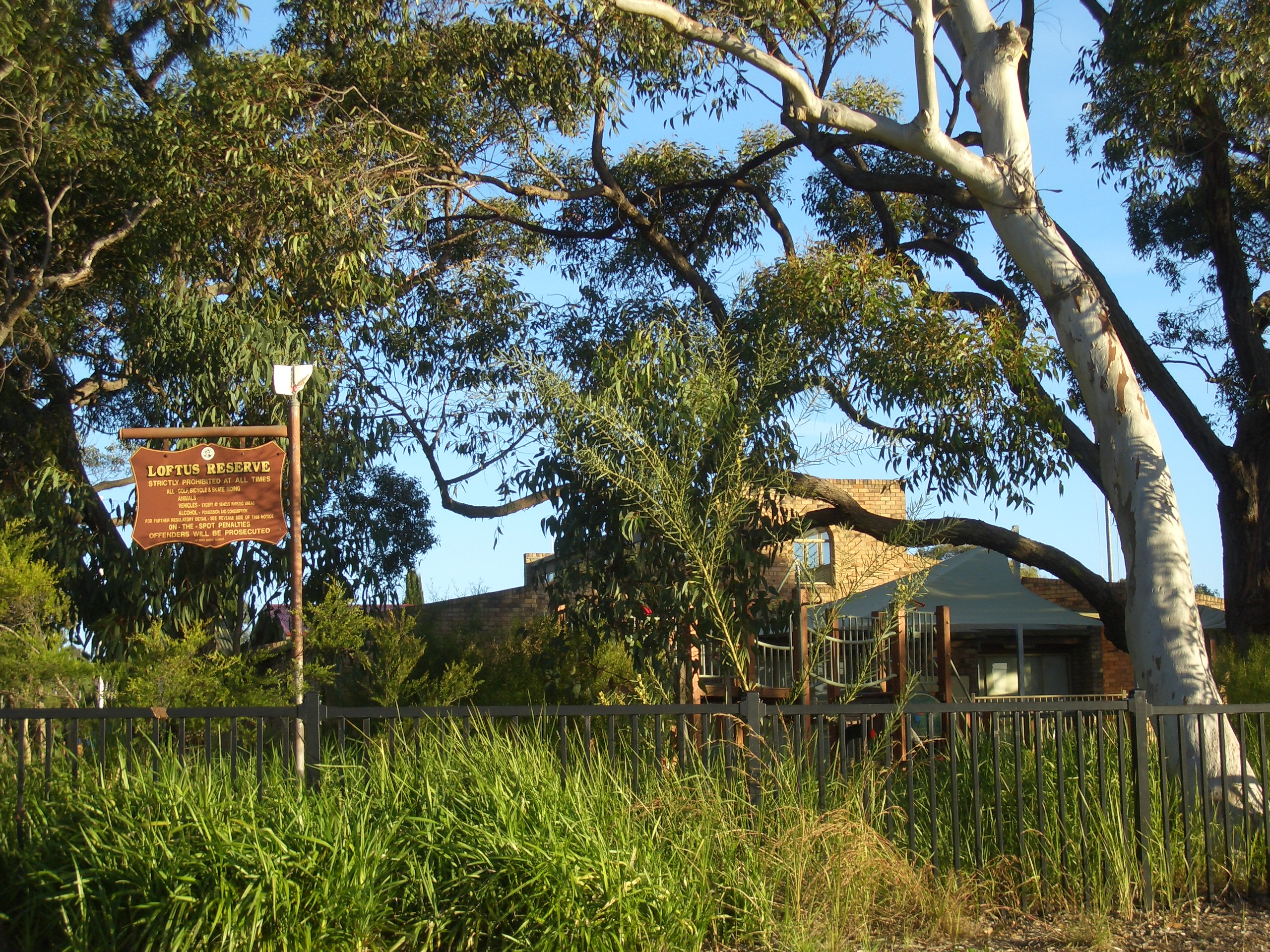
Réserve de Loftus.

Loftus abrite des centres d'enseignement de l'Université de Wollongong et de l'Institut du sud de Sydney pour l'enseignement technique et supérieur, situés tous deux à côté de la gare. L'école publique de Loftus est située dans l'avenue Nationale. Camp Wonawong est un camp de jeunes, situé à côté de Loftus Creek.

## Sports et loisirs
Loftus a divers clubs sociaux et sportifs :
- Loftus Yarrawarrah Rovers Football Club
- Loftus Zircons Netball club
- 1st Loftus Scouts
- Loftus Underground Organisation (LUGOS)

## Note
1. ↑  (en) Frances Pollen, The Book of Sydney Suburbs, Australie, Angus & Robertson Publishers, 1990, 288 p. (ISBN 0-207-14495-8).